# Instant Gratification
Instant Gratification es el sexto álbum de estudio de la banda estadounidense de post-hardcore Dance Gavin Dance. Fue lanzado el 14 de abril de 2015 en Rise Records. El álbum sirve como seguimiento del quinto álbum de estudio del grupo, Acceptance Speech (2013), y es el primer lanzamiento desde la salida del guitarrista Josh Benton, quien se unió como miembro de sesión en 2013 y se fue al año siguiente. El álbum también ve el regreso del productor Kris Crummett, quien produjo todos los álbumes de estudio anteriores de la banda excepto Acceptance Speech.
El álbum fue promocionado por el sencillo principal "On the Run", que se lanzó el 12 de febrero de 2015. "We Own the Night" se lanzó como segundo sencillo el 12 de marzo. El tercer sencillo, "Stroke God, Millionaire", fue lanzado el 2 de abril. El cuarto y último sencillo, "Eagle vs. Crows", fue lanzado el 7 de abril.

## Antecedentes y lanzamiento
Luego de una extensa gira en apoyo de su quinto álbum de estudio Acceptance Speech (2013), la banda comenzó a grabar sesiones para su sexto álbum de estudio. La banda estrenó la canción "Something New", la tercera pista de Instant Gratification, en vivo por primera vez en diciembre de 2014 en el Rise Records Tour. La banda lanzó el sencillo principal del álbum, "On the Run", el 12 de febrero de 2015. El 12 de marzo, se lanzó "We Own The Night" como el segundo sencillo del álbum. El 2 de abril, se lanzó el video musical de "Stroke God, Millionaire". Con el lanzamiento anticipado del álbum durante un espectáculo de 2 días en el Boardwalk, el álbum se filtró en Internet a través de varios sitios web el 4 de abril de 2015.

## Lista de canciones
| N.º | Título                    | Duración |  |
| 1.  | «We Own the Night»        | 3:25     |  |
| 2.  | «Stroke God, Millionaire» | 3:10     |  |
| 3.  | «Something New»           | 3:56     |  |
| 4.  | «On the Run»              | 4:13     |  |
| 5.  | «Shark Dad»               | 3:32     |  |
| 6.  | «Awkward»                 | 4:01     |  |
| 7.  | «The Cuddler»             | 2:33     |  |
| 8.  | «Legend»                  | 3:24     |  |
| 9.  | «Eagle vs. Crows»         | 2:56     |  |
| 10. | «Death of a Strawberry»   | 4:10     |  |
| 11. | «Variation»               | 3:58     |  |
| 12. | «Lost»                    | 3:29     |  |

Notas
- La pista 10 aparece como "Death of the Strawberry Swisher" en la nota interna del álbum.

## Personal
- Tilian Pearson - voz principal
- Jon Mess - voz secundario
- Will Swan - guitarra, rapeo en "Eagle vs. Crows"
- Tim Feerick - bajo
- Matt Mingus - batería, percusión